# 李昌寿
李 昌寿（リ・チャンス、Li Chang-Su、1967年7月12日- ）は韓国の柔道選手。北朝鮮出身。階級は71kg級。

## 人物
1986年の世界ジュニアでは2回戦で日本の古賀稔彦に横四方固で敗れるが3位となった。1987年の世界選手権では3位決定戦で古賀に一本背負投で敗れて5位となった。翌年のソウルオリンピックは北朝鮮がボイコットしたために出場できなかった。1989年の世界選手権では準決勝で古賀に釣手だけの背負投で一本負けして3位だった。1990年のアジア大会決勝では、韓国の鄭勲に縦四方固で敗れて2位に終わった。後に李は、この試合で韓国の選手に敗れたことで炭鉱送りになったと証言している。1991年にバルセロナで開催された世界選手権では初戦で敗れると、北朝鮮への帰途ベルリンにある在ドイツ韓国大使館に駆け込んで脱北した。

## 主な戦績
- 1986年 - 世界ジュニア　3位
- 1987年 - 世界選手権　5位
- 1988年 - チェコ国際　優勝
- 1989年 - 世界選手権　3位
- 1990年 - アジア大会　2位
- 1991年 - ブルガリア国際　3位(78kg級)